# Erythroxylum incrassatum
Erythroxylum incrassatum là một loài thực vật thuộc họ Erythroxylaceae. Đây là loài đặc hữu của Jamaica.